# 迪西瑞·亨利
迪西瑞·亨利（Desirèe Henry，1995年8月26日—）是一名参加100米赛跑和200米赛跑的安提瓜和圭亚那裔英格兰短跑运动员。她曾代表英国队参加2016年里约奥运，结果在女子4×100米接力项目上夺得铜牌。